# Odoleni
Odoleni – wieś w Rumunii, w okręgu Dolj, w gminie Melinești. W 2011 roku liczyła 143 mieszkańców.